# Bla (groupe)
Pour les articles homonymes, voir BLA.
Bla est un groupe de rock indépendant espagnol. Il est formé par Luis García Morais et Belén Chanes, anciens membres de L-Kan.

## Biographie
Avant l'inactivité de L-Kan, deux de ses membres, Luis García et Belén Chanes, décident de former un nouveau projet avec une sonorité plus pop, sans quitter l'humour caractéristique du tontipop, du nom de Bla!,. Ils font leurs débuts sur scène avec un concert au Neu! de Madrid, sponsorisé par Cola Jet Set, le 6 février 2010,.
La mejor enfermedad (Elefant Records), leur premier album, est publié en mars de la même année, et bien accueilli par la presse spécialisée, notamment le PlayGround Mag qui le décrit comme « une proposition rafraîchissante, originale, nouvelle et surtout amusante. »
En 2010, ils jouent au Primavera Sound, pour le concert Guateque Elefant Party.

## Discographie

### Album studio
- 2010: La mejor enfermedad (Elefant Records)[5]

### Clips
- Te espío y te archivo, réalisé par Nadia Mata Portillo[5]
- Yo soy como Portugal, réalisé par Lluís Prieto[8]